# Крокуючо-рейковий хід
Кроку́ючо-ре́йковий хід (рос. шагающе-рельсовый ход, англ. walking and track rail gear, нім. Schreit-Schienenfahrwerk n) — тип ходового обладнання великих гірничих машин. 
У робочому положенні машина стоїть на лижах (балках), переміщується на величину ходу шляхом перекочування ходових візків по рейках, що прокладені вздовж лиж. Під час крокування машина спирається на базу при одночасному перекиданні лиж для нового ходу. Застосовується в конструкціях роторних екскаваторів та відвалоутворювачів продуктивністю більш як 3 000 м3/годину.